# Trichohippopsis rufula
Trichohippopsis rufula là một loài bọ cánh cứng trong họ Cerambycidae.